# آیدان گیلن
آیدان گیلن (به ایرلندی: Aidan Gillen) (زادهٔ ۲۴ آوریل ۱۹۶۸) بازیگر ایرلندی است. او در مجموعه تلویزیونی بازی تاج‌وتخت نقش پیتر بیلیش را بازی کرده‌ و همچنین در فصل ۴ و ۵ سریال پیکی بلایندرز محصول شبکه بی‌بی‌سی نقش آبراما گلد را بازی کرده‌است.
از دیگر سریال‌های تلویزیونی مشهوری که او در آن ایفای نقش کرده‌‌است، می‌توان به مجموعه تلویزیونی شنود و افسانه‌های واهی اشاره نمود.
از دیگر فیلم‌های او می‌توان به شوالیه‌های شانگهای، شاه آرتور: افسانه شمشیر، ۱۲ راند، فرزند مادری، حلقه دوستان و بوهمین راپسودی اشاره کرد. از کارهای جدید او سریال پروژه کتاب آبی را می‌توان نام برد. او در نقش دکتر جی آلن هینک قرار دارد که روی دیده شدن اشیا پرنده ناشناس تحقیق می‌کند.